# Покровско-Марфинская волость
Покро́вско-Марфинская во́лость — историческая административно-территориальная единица, входившая в состав Тамбовского уезда Тамбовской губернии.
Административный центр — село Покровское-Марфино.
Население волости составляли почти полностью великороссы, православные.
На её территории находились собственно село Покровское-Марфино и свыше 30 более мелких населённых пунктов и хуторов. После начала административной реформы в 1928 году волость была заменена Покрово-Марфинским районом.
Главным рынком для крестьян являлось Покрово-Марфино. Но, также отчасти и возился хлеб на продажу и в Тамбов.

## География
Волость была расположена в степной части юго-западного Тамбовского уезда, в 50 верстах от г. Тамбова.
Граничила: с севера с Больше-Липовецкой волостью, с севера-запада с Куньевской волостью, с северо-востока с Воронцовской, с востока граничила с Кариановской, на юго-востоке с Сосновской, на юге с Лавровской волостью, на западе с Грачёвской волостью.
На её территории проходили верховья реки Сухой Липовицы, но в основном, в деревнях были распространены пруды. Равнина была плоская, практически лишённая участков с деревьями, даже в пойме водоёмов лишь изредка встречались заросли ив.
Через Покровско-Марфинскую волость проходил Воронежский транспортный тракт на г. Усмань.
Ближайшая железнодорожная станция «Кандауровка» находилась в 30 верстах.
Вся территория на 1911 года имела площадь около 660 км².
В волости показания крестьян в 1886 году относительно посевов овса и проса были неодинаковы, в одних общинах главная часть ярового поля засевалась овсом, а в других просом. Гречиху во всех общинах сеяли уже немногие крестьяне, у большинства крестьян бывал в яровом поле и картофель.

## История

### XIX-XX нач. века
Большинство населённых пунктов на территории волости до 1861 года являлись владельческими, населённые владельческими крестьянами, поэтому они не входили в какую либо волость. Помещиками были: Фроловы, Хотяинцевы, Пичугина, Грамбаум, Дружинина, Коноплина, Житовы, Слепнева, Ведениктова, Ознобишина, Ситовская, Голосницкая, Ковальская, Хвощинская и другие. Государственными были несколько небольших хуторов, Савинские Кусты, Умёт и другие.
Покровско-Марфинская волость была образована вскоре после Отмены Крепостного права в 1861 году. Изначальной называлась Покровской. Первым волостной старшиной был Головин, а первым волостным писарем Данилов.
В 1903 году волостным старшиной был крестьянин Николай Александрович Ментюков, волостным писарем крестьянин, почётный гражданин Николай Петрович Зимин.
В 1903 году волостным старшиной был крестьянин Николай Александрович Ментюков, волостным писарем крестьянин Иван Бочаров.
В 1913 году волостным старшиной оставался Николай Александрович Ментюков, волостным писарем крестьянин Николай Петрович Кожухин.

### Советский период
После установления советов в волости 10 февраля 1918 г. в ней были образованы волисполком и съезды советов, заменяющие волостное правление. Первым председателем Волисполкома стал Андрей Тимофеевич Волчихин, а секретарём Алексей Васильевич Муравьёв. Первым председателем сельского Совета был Андрей Александрович Овсянников.
В октябре-ноябре 1918 г. жители этой и соседних волостей устраивали восстания и беспорядки против большевицкой власти, в связи с введением хлебной монополией, налоговым обложением и реквизиции скота. Для подавление этого, а также других восстаний в Тамбовском уезде, из Тамбова был отправлен вооружённый отряд в тысячу человек, в составе 7 рот(пулемётной, связной, конной команд при 6 орудиях). Часть этого отряда двигалась от Большой Липовицы на Ольшанку и дальше на Покровское-Марфино и Лаврово, всего восставших было около 500 человек. К 15 часам 12 ноября отряд перешёл в наступление, у д. Волосницкой был бой, в результате которого крестьяне отступили с потерями к Дуплято-Масловской волости. На следующий день, 13 ноября большевиками было проведено решающие наступление из д. Волосницкой на Покровско-Марфинскую волость. Главные бои были под Дуплятским, Курганским и Покровско-Марфинским сёлами. У восставших отобрано 2 орудия, 3 пулемёта и около 200 винтовок.
По красным агетданным 23 июня 1921: группировка восставших крестьян Василия Карася численностью до 400 человек 23 июня производила мобилизацию мужского населения в следующих селениях Покровско-Марфинской волости: Новознаменка, Дмитриевка, Умет, Первая Алексеевка и Матвеевка.
Статистика населения, участвовавшего в Тамбовском восстании (1920—1921) в Покровско-Марфинской волости: восставших крестьян — 41, их убито — 27, явилось добровольно — 9, неизвестно где — 5, данные по сентябрь 1921 года.
В 1924 году волость была укрупнена и составлялась из прежних четырёх Тамбовского уезда: Покровско-Марфинской, Лавровской, Грачёвской и Дуплятово-Масловской. 82 селения с 39 сельсоветами. По волости было 9 милиционеров, но на них была всего 1 лошадь. Они были плохо обмундированы, но работу вели исправно. Население было довольно, за исключением самогонщиков (у которых за апрель, к примеру, накрыли - 37, отобрали - 19 «орудий производства», 60 ведер закваски, 1 ведро «продукта»). В волости было 3 единых потребительских общества, но развито было только одно - Лавровское (был налажен даже сбыт живности на Московский рынок). В остальных — непорядки, требовалось основательное инструктирование из райсоюза. Всего было 6 колхозов: «Работник земли», «Цветущий сад», «Идеал», «Прогресс» и другие. Среди колхозников были и недовольные. Школы были слабо развиты и слабы идеологически. В крупнейшем селе Лаврове зимой 1923 года детей школьного возраста было 175, а обучалось лишь 30. Изба-читальня была неуютна, без плакатов, без лозунгов, не обеспечена ни газетами, ни книгами, но зимой всё же ходило в неё от 25 до 40 человек в день, а весной 10-25. Раза по два в неделю в избе читали лекции местные специалисты врач и агроном. В медицинский участок в Покрово-Марфино являлись в сутки иной раз до 200 человек. Медикаментов не хватало. Население в основном болело малярией и сифилисом. Больница при участке нуждалась в ремонте. Работники были загружены, с марта не оплачены, но работали. Помимо текущей работы они не забывали прививательную кампанию. На вет. участок был всего один врач. Фельдшер по сокращении штатов был переведен в сторожа, но фельдшерствовать продолжал. Работы у врача было много, за апрель он обездил 600 верст. Среди крестьян наблюдалось стремление к переходу на улучшенные формы землепользования, но самый переход задерживался волынкой с землеустройством. В 1924 году в народном суде было 340 неразобранных дел, есть такие, что c 1922 года тянулись. Волость преимущественно состояла из крестьян-средняков. В волости были богатыми Лавровский конный завод и два совхоза: Фёдоровский и Александровский. В волости были ячейки РКП и РКОМ. В первой - 8 членов и 10 кандидатов. Не было ни бюро, ни секретаря. Партработой руководил Кириллов. Комсомольцев — 13 членов и 5 кандидатов. Организованы кружки политграмоты, сельского хозяйства, общего самообразования. Велись работы по учёту и защите батраков. Издавалась стенная газета, выпускаемая 1-2 раза в месяц. С 1 мая велись работы по обследованию волости, были даны 100 книг в избу-читальню, стали выписываться 10 газет и журналов. 
Во время голода 1924—1925 года крестьяне сёл Шатиловка, Умет, Третьяки, Егоровка, Никольские Подворки, Романо-Семеновского посёлка Покровско-Марфинской волости находились в бедственном положении, большей частью питались суррогатами, лебедой, от употребления которой отмечается опухоль и лопание кожи. Ввиду переживаемого голода и распродажи скота, крестьянство указанных селений перебиралось на местожительство в Тамбов и Донскую область. Отмечались кражи из амбаров хлебных продуктов, как, например, в деревне Прудки. В ночь с 12 на 13 июня там была совершена кража из амбара хлебных продуктов двумя ворами-крестьянами, односельчанином с. Прудки и вторым — из с. Избердей Козловского уезда, которые были пойманы, один из них был убит, другой все же скрылся. Аналогичные явления были отмечены в деревне Мотиловка. В Ольховке голодающих с каждым днём все более увеличивалось, их насчитывалось 2181 человек, в большинстве они питались сухой травой. С употреблением травы отмечена опухлость, опухших отмечено 160 чел., опухоль бывала временами, с восходом солнца появлялась и к вечеру опадала. В связи с острой голодовкой отмечалось бросание грудных детей матерями.
В 1928 году в связи с проведением административно-территориальной реформы, в ходе которой упразднялось деление на губернии, уезды и волости Покровско-Марфинская волость была упразднена и заменена Покрово-Марфинским сельским советом депутатов трудящихся, который вошёл в состав Покрово-Марфинского района.

## Население
В 1883 году население волости составляло 5822 жителя. Состав населения: великороссы, земледельцы. Земельный надел от 1 до 3 дес. на душу.
В 1920 году население волости составляло 8969 жителей.
Население волости выросло с 8018 в 1911 году до 25831 в 1926 году, в основном за счёт включения населённых пунктов упразднённых волостей.
По данным 1926 года переписи русских было свыше 99 %. Русских домохозяйств 5162, прочих — 7.

## Состав волости
Состав на 1911 год:
1. с. Покрово-Марфино (волостное правление, пристав, урядник, кредитное товарищество, земская больница, почта, амбулатория с ветеринаром и фельдшером, земская школа, церковно-приходская школа),
2. д. 2-е Покровское,
3. д. Ново-Никольское,
4. д. Тарбеевка (имение генерал-лейтенанта Пичугина),
5. д. Булгаково,
6. д. Коноплянка,
7. д. Егоровка,
8. д. 1-я Алексеевка (земская школа),
9. д. 2-я Алексеевка,
10. д. 3-я Алексеевка
11. д. 4-я Алексеевка,
12. с. Ольховка (церковно-приходская школа, церковь),
13. д. Романовка,
14. д. Петровские хутора,
15. д. Матвеевка,
16. д. Дуплятские выселки,
17. д. Никольские Подворки,
18. д. Николаевка (имение Москалёвой),
19. с. Ново-Знаменское (церковно-приходская школа),
20. д. 1-я Сергиевка (имение Бедновых),
21. д. 2-я Сергиевка (церковно-приходская школа),
22. д. Ивановка (амбулатория с ветеринаром и фельдшером для лечения скота, страховое агентство, ссудно-сберегательная касса),
23. д. Дмитриевка,
24. д. Третьяки,
25. д. Умёт,
26. д. Викентьевский посёлок,
27. д. Булдановский,
28. д. Тюменевский посёлок,
29. д. Семёновский,
30. д. Ростовский,
31. с. Ольховка,
32. д. Ново-Александровка.

Кроме того, хуторов на 1911 год было десять:
1. куп. Василия Ивановича Беднова,
2. мещ. Александра Фёдоровича Чурбакова;
3. братьев мещ. Лаврентия и Ефима Степановых;
4. дворянки Елизаветы Леопольдовны Вольской;
5. генерала Николая Аристарховича Пичугина;
6. коллежского асессора Сергея Михайловича Кадомского;
7. полковницы Наталии Сергеевны Осиповой;
8. тамбовских купцов Василия и Антона Аносовых;
9. дворянина Владимира Фёдоровича Венедиктова;
10. дворянина Владимира Ивановича Жуковского.

Помимо самого Покрово-Марфино территория волости включала на 1926 год свыше 97-х населённых пунктов.